# Злочинні зв'язки (фільм)
«Злочинні зв'язки» (англ. Gang Related) — американський кінофільм режисера Джима Кауфа, який вийшов на екрани в 1997 році.

## Сюжет
Детективи Да Вінчі і Родрігес, круті вуличні сищики, під прикриттям поліцейських жетонів організували в місті потужну підпільну мережу наркоторгівлі. Вони діють просто: знаходять покупця, провертають з ним угоду, а потім вбивають, залишаючи собі гроші і товар. Після цього аферисти шукають нову жертву, списавши смерть клієнта на бандитські розборки. Справи йдуть добре, поки не з'ясовується, що один з убитих-агент комітету з боротьби з наркотиками, що працював під прикриттям. Вбивць необхідно знайти, і детективи завзято беруться за справу, вирішивши звалити відповідальність за своє лиходійство на єдину людину в місті, чий секрет ще страшніше, ніж їх власний. І тепер, коли викривальні лещата правди починають стискуватися, Да Вінчі і Родрігес повинні піти на самий ризикований і хитромудрий обман в своєму житті.

## У ролях
| Актор            | Роль |
| ---------------- | ---- |
| Джеймс Белуші    | -    |
| Тупак Шакур      | -    |
| Ліла Рошон       | -    |
| Денніс Куейд     | -    |
| Джеймс Ерл Джонс | -    |
| Девід Пеймер     | -    |
| Венді Крюсон     | -    |
| Гері Коул        | -    |
| Терренс «Т.К.» - | -    |
| Бред Грінквіст   | -    |

## Знімальна група
- Режисер — Джим Кауф
- Сценарист — Джим Кауф
- Продюсер — Джон Бертоллі, Бред Кревой, Стівен Стаблер
- Композитор — Мікі Харт